# Callidium aeneum
Callidium aeneum là một loài bọ cánh cứng trong họ Cerambycidae.

## Hình ảnh

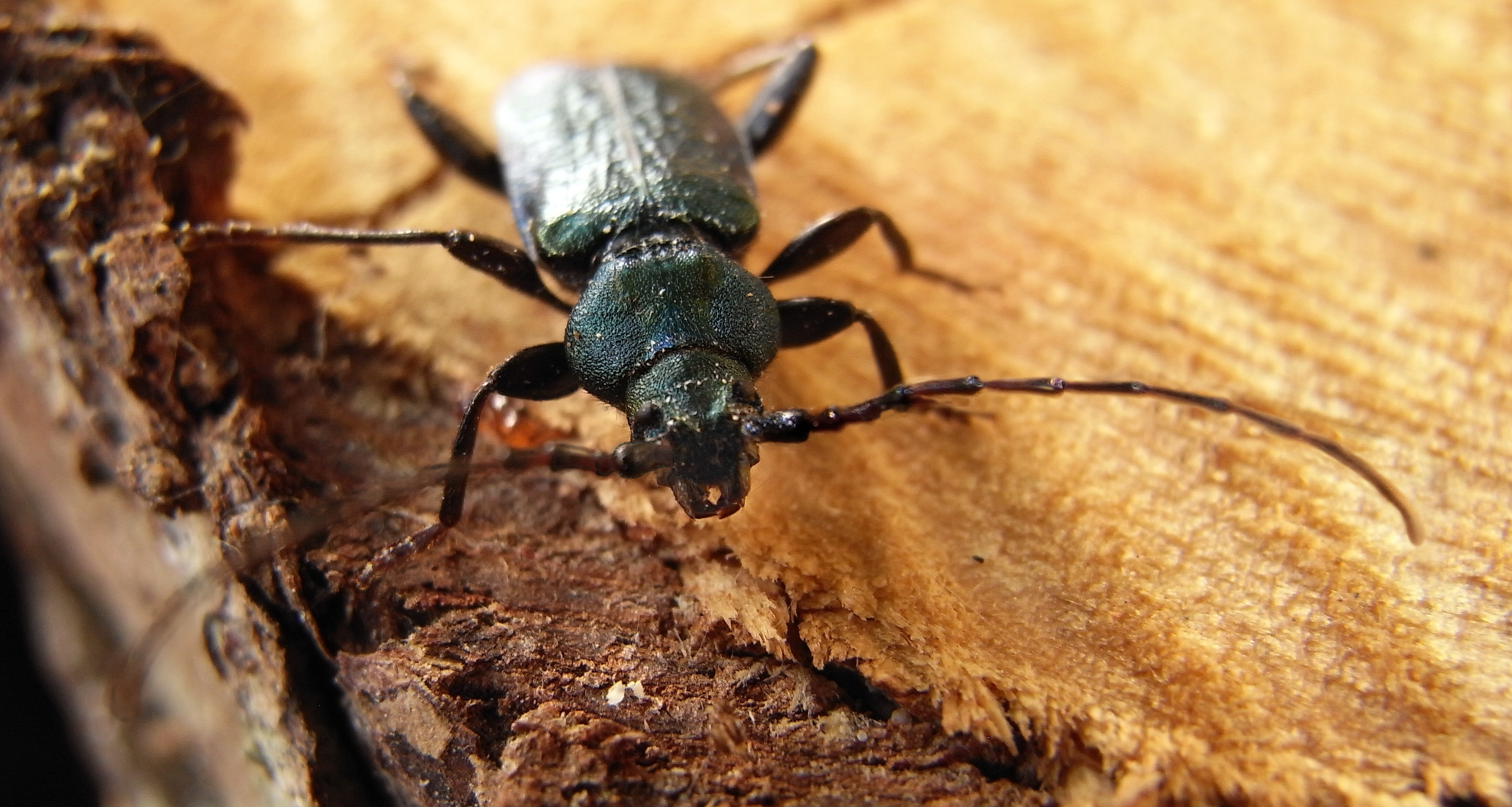
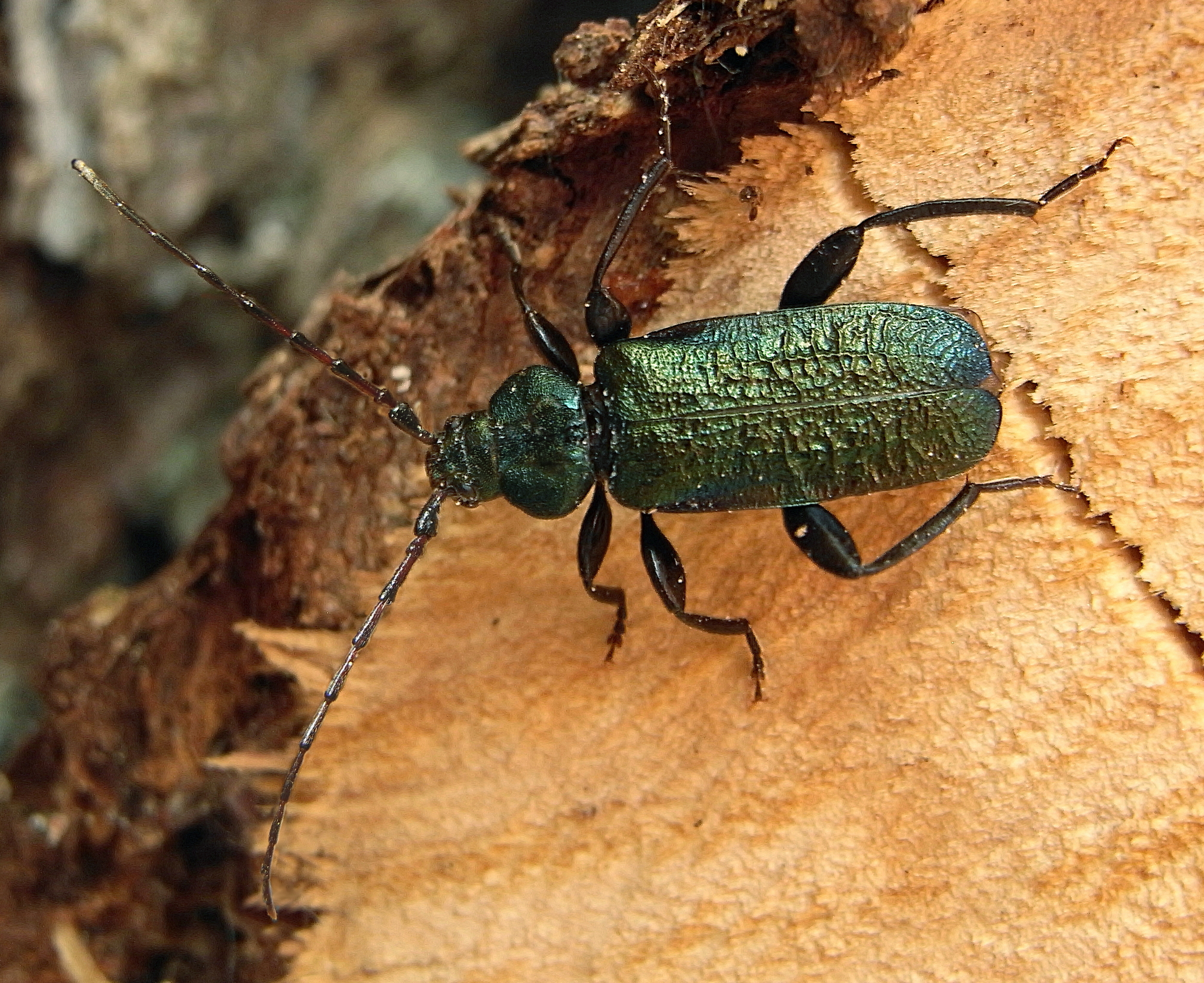